# Spoorlijn Carhaix - Camaret-sur-Mer
De spoorlijn Carhaix - Camaret-sur-Mer was een Franse spoorlijn van Carhaix-Plouguer naar Camaret-sur-Mer. De lijn was 105,1 km lang en heeft als lijnnummer 480 000. Het ging om smalspoor en de spoorlijn vormde een onderdeel van het Réseau Breton, een secundair spoorwegnetwerk in Bretagne.

## Geschiedenis
De lijn werd in gedeeltes geopend door de Compagnie des chemins de fer de l'Ouest. Van Carhaix naar Pleyben op 30 maart 1904, van Pleyben naar Châteaulin-Embranchement op 4 augustus 1906, van Châteaulin-Embranchement naar Crozon op 12 augustus 1923 en van Crozon naar Camaret-sur-Mer op 14 juni 1925.
Reizigersverkeer werd opgeheven op 10 april 1967, tegelijk met het goederenvervoer tussen Châteaulin-Embranchement en Camaret-sur-Mer. Tussen Carhaix en Châteaulin-Embranchement werd het goederenvervoer opgeheven op 1 oktober 1967.

## Aansluitingen
In de volgende plaatsen was er een aansluiting op de volgende spoorlijnen:
Carhaix
RFN 483 000, spoorlijn tussen Morlaix en Carhaix
RFN 484 000, spoorlijn tussen Carhaix en Rosporden
RFN 485 000, spoorlijn tussen Guingamp en Carhaix
RFN 487 000, spoorlijn tussen Carhaix en Loudéac
Perros-Saint-Fiacre
RFN 481 000, spoorlijn tussen Perros-Saint-Fiacre en Le Fret

## Galerij

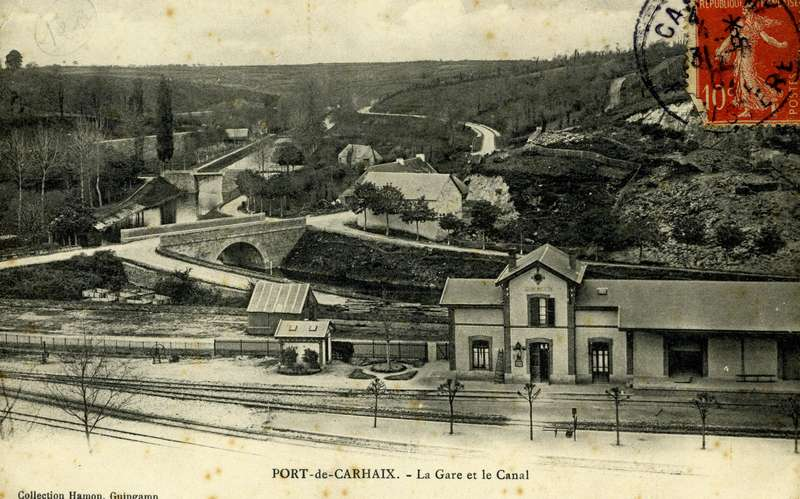
Station Port-de-Carhaix
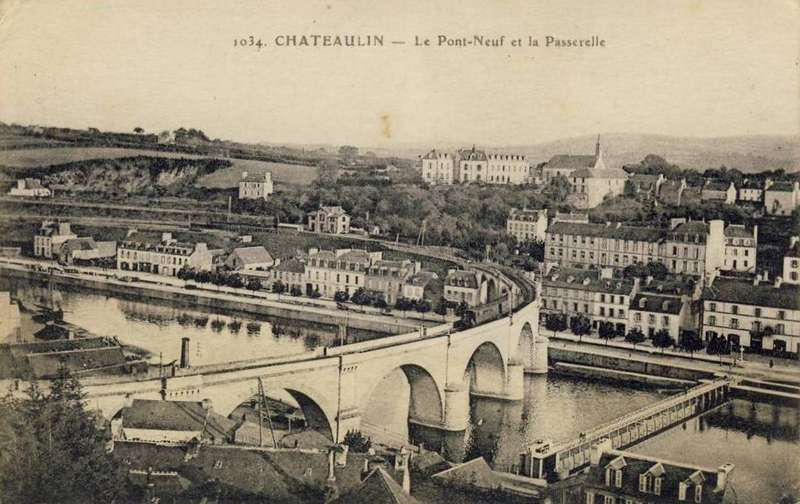
Spoorbrug over de Aulne bij Châteaulin
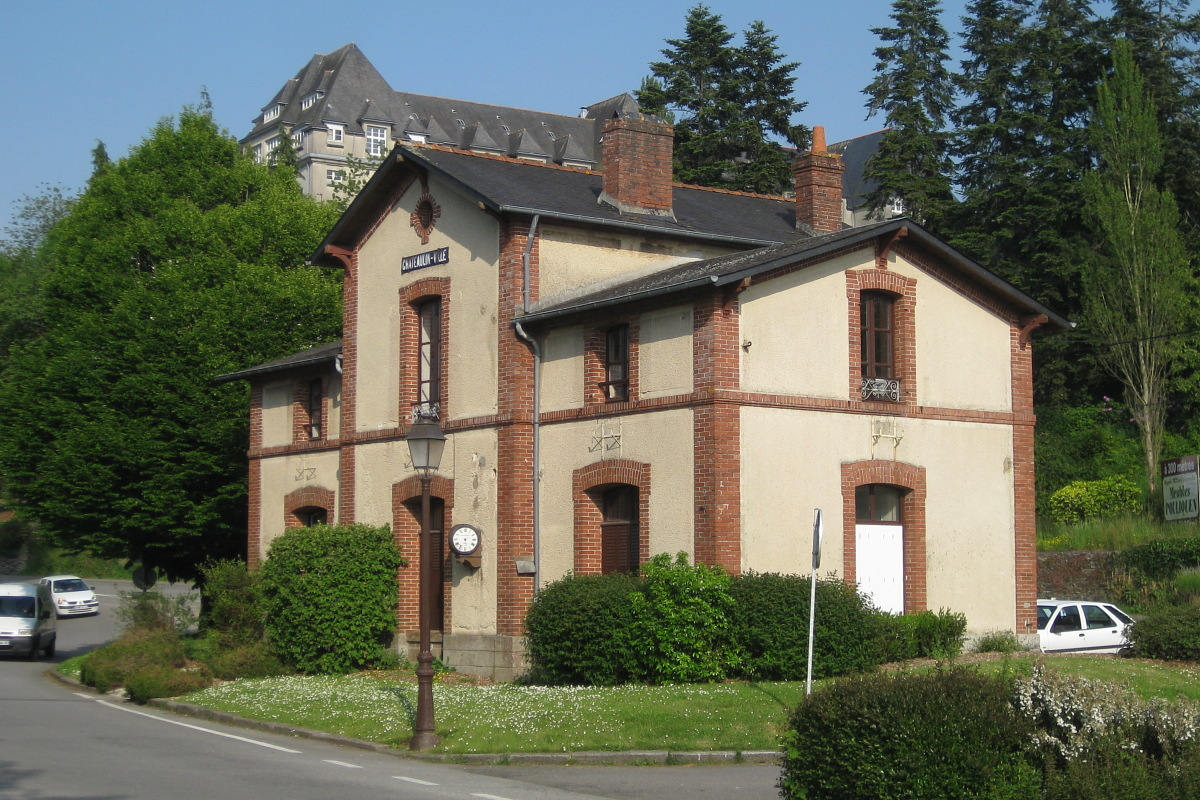
Voormalig station Châteaulin-Ville
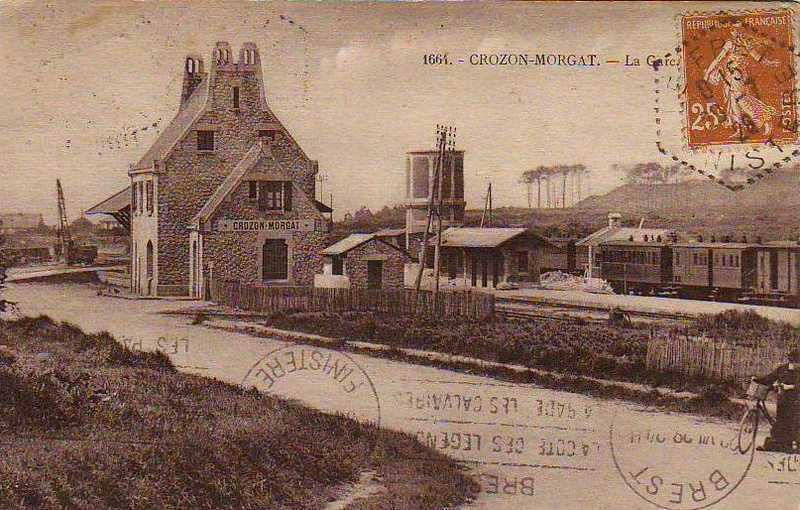
Station Crozon